# Silke Schütze
Silke Schütze (* 1961 in Berlin) ist eine deutsche Schriftstellerin und Journalistin. Sie lebt in Hamburg.

## Leben
Nach dem Studium der Mediävistik und Anglistik war sie in der Filmbranche tätig. Sie war Chefredakteurin der Zeitschrift Cinema und hat Filmkritiken publiziert. Sie hat Kurzgeschichten und Romane geschrieben. 
2008 wurde sie vom Rundfunk Berlin-Brandenburg und dem Literaturhaus Berlin mit dem Walter-Serner-Preis ausgezeichnet.

## Veröffentlichungen
Romane
- Rosmarintage, Knaur Taschenbuch Verlag, München 2016
- Links und rechts vom Glück, Knaur Taschenbuch Verlag, München 2013
- Erdbeerkönigin. Knaur Taschenbuch Verlag, München 2012
- Kleine Schiffe. Knaur Taschenbuch Verlag, München 2010
- Als Tom mir den Mond vom Himmel holte. Knaur Taschenbuch Verlag, München 2008
- Links und rechts vom Glück. Knaur Taschenbuch Verlag, München 2007
- Schwimmende Väter. Knaur Taschenbuch Verlag, München 2006
- Zeit der Erwartungen. Wunderlich Verlag, Reinbek 2004
- Henny Walden. Rowohlt Taschenbuch Verlag, Reinbek 2000

Sonstige Veröffentlichungen
- Anne Hertz & Friends: Frau Schröder fährt ans Meer. 8 Neobooks, Kindle Edition 2012